# Ковальчуківка
Ковальчукі́вка —  село в Україні, у Краснокутській селищній громаді Богодухівського району Харківської області. Населення становить 24 осіб. До 2020 орган місцевого самоврядування — Китченківська сільська рада.

## Географія
Село Ковальчуківка знаходиться на відстані 2 км від села Китченківка, до села примикає село Сергіївка. Поруч проходить автомобільна дорога Т 2106.

## Історія
12 червня 2020 року, розпорядженням Кабінету Міністрів України № 725-р «Про визначення адміністративних центрів та затвердження територій територіальних громад Харківської області», увійшло до складу Краснокутської селищної громади.
19 липня 2020 року, в результаті адміністративно-територіальної реформи та ліквідації Краснокутського району, село увійшло до складу Богодухівського району.